# Sliferia lineaticollis
Sliferia lineaticollis är en kackerlacksart som först beskrevs av Bolivar 1924.  Sliferia lineaticollis ingår i släktet Sliferia och familjen småkackerlackor. IUCN kategoriserar arten globalt som livskraftig.
Artens utbredningsområde är Seychellerna. Inga underarter finns listade i Catalogue of Life.